# Clube Esportivo Caxias
O Clube Esportivo Caxias é um clube de futebol brasileiro da cidade de Palmas, no estado do Paraná. Suas cores são azul e branco.
As principais conquistas da equipe foram os títulos de vice-campeão do Campeonato Paranaense da Terceira Divisão de 1991 e 1997.
Os fundadores do clube foram Ivo Ribeiro de Morais e os filhos Juarez e Édson Luís, Luís Paulo Leandro, Celso Luís Reis, os irmãos gêmeos Josemir Mazalotti e Josemar Mazalotti, e o primeiro presidente, João Luis Fedrigo.
O clube, que atualmente se encontra inativo, foi pentacampeão amador da cidade e tinha como grande rival o Tabu, da cidade de Clevelândia.